# 中國—所羅門群島關係
中國—所羅門群島關係（英語：China–Solomon Islands relations）是指中华人民共和国與所羅門群島的外交關係。

## 历史

### 初期交流
1978年5月17日，所罗门群岛政府农业土地部长沃塔·本及随行人员抵达北京，进行私人访问。同年7月6日，中华人民共和国国务院总理华国锋向所罗门群岛总理致电报，祝贺所罗门群岛独立，并通知他中国政府决定承认所罗门群岛。
1980年5月，所罗门群岛政府副总理兼财政部长本尼迪克特·基尼卡率领贸易代表团访华，获得中共中央副主席、国务院副总理邓小平会见和国务院副总理谷牧宴请，并参观天津大港油田。1982年4月，国务院副总理兼外交部长黄华宴请来访的所罗门群岛外交外贸部长伊齐基尔·阿莱布亚一行，并举行会谈，国务院总理赵紫阳会见了阿莱布亚，并邀请所罗门群岛总理所罗门·马马洛尼适时访华。1983年3月，所罗门群岛财政部长巴塞洛缪·乌卢法阿卢一行访问中国，获得国务委员姬鹏飞会见和财政部副部长田一农代表部长王丙乾宴请。同年9月，所罗门群岛议会议长洛伊德·梅皮扎·吉纳率领议会代表团访华，获得全国人大常委会副委员长朱学范宴请和中华人民共和国副主席乌兰夫会见。
1984年7月，国务委员兼外交部长吴学谦会见了来访的所罗门群岛瓜达尔卡纳尔省省长戴维·罗沙利奥和所罗门群岛政治顾问、前外长伊齐基尔·阿莱布亚。1985年1月25日，广东省副省长杨立率领的广东省友好代表团访问瓜达尔卡纳尔省，签署了两省建立友好关系的议定书。 
1985年4月，聂功成应所罗门群岛政府邀请前往霍尼亚拉展开建交谈判，但最终并未达成建交。
1989年，中华人民共和国外交部副部长朱启祯在北京会见了参加亚行年会的所罗门群岛财长阿贝一行。1992年4月，所罗门群岛财政与经济计划部副部长范内加和外交、贸易关系部美洲和联合国司司长拜克到北京出席第48届亚太经社理事会大会。同年7月，中华人民共和国外交部副部长刘华秋出席在所罗门群岛首都霍尼亚拉召开的第23届南太论坛首脑会议后对话会议。1995年，所罗门群岛派出以青年、体育、妇女部长查理·布朗·贝乌（英語：Charles Brown Beu）为首的九人代表团出席在北京召开的第四次世界妇女大会。两国未建交期间，中国对所罗门群岛相关事务曾由驻巴布亚新几内亚大使馆兼辖。

### 建交前夕
中國是所罗门群岛的最大的贸易伙伴，岛内呼吁与北京政府建立正式外交关系的呼声越强。2019年5月20日，所罗门群岛总理索加瓦雷表示他受到来自瓜达尔卡纳尔岛和马莱塔岛的议员方的压力，要求在六个月内与台北政府断交并重新审视与北京政府的关系，否则将会在议会上发动不信任票。
2019年9月16日，所罗门群岛内阁會議决定与台北政府断交並與北京政府建交，稍早執政聯盟黨團以27票贊成、0票反對、6票棄權的绝对优势通過決議。當晚，中華民國外交部發表聲明與索羅門群島斷交。17日，所罗门群岛外交部長發布聲明，宣布將協助台北政府駐當地使館關閉撤離並準備與北京政府建立外交關係。
9月17日，中华人民共和国外交部发言人华春莹在周二例行记者会上对所罗门群岛政府的决定表示高度赞赏，并再次强调“世界上只有一个中国，中华人民共和国政府是代表全中国的唯一合法政府，台湾是中国领土不可分割的一部分。”并对何时正式建交，她回答道：“瓜熟蒂落，水到渠成”。

### 建交
2019年9月21日，中华人民共和国国务委员兼外交部长王毅同所罗门群岛外长杰里迈亚·马内莱在北京签署《中华人民共和国和所罗门群岛关于建立外交关系的联合公报》，宣布相互承认并建立大使级外交关系，同时在外交公报中明确写道：“所罗门群岛政府承认世界上只有一个中国，中华人民共和国政府是代表全中国的唯一合法政府，台湾是中国领土不可分割的一部分”。
2019年10月8日，在双方建交仅两周后，所罗门群岛总理梅纳西·索加瓦雷应中国国务院总理李克强的邀请，对中华人民共和国进行正式访问并出席2019年中国北京世界园艺博览会闭幕式。这是所罗门群岛总理首次访问中华人民共和国。

2020年9月2日，中华人民共和国首任驻所罗门群岛大使李明抵所履新，並於同年9月18日向所罗门群岛总督戴維·武納吉遞交國書。2020年9月21日，正值中所建交一周年之际，中国驻所罗门群岛大使馆举行开馆仪式，仪式上，所罗门群岛总理索加瓦雷和全体内阁成员、当地各界知名人士、中资机构及华侨华人代表等出席，国务委员兼外长王毅致贺词。2021年，所罗门群岛在北京开设驻华大使馆并派遣首任大使。

2022年9月23日，索羅門群島總理梅納西·索加瓦雷在聯合國大會上表示索羅門群島自從2019年跟中國建交以來，就開始承受一連串沒有根據且錯誤的批評、誤傳與恐嚇。

### 交流访问
2023年7月9日至15日，所罗门群岛总理梅纳西·索加瓦雷对中华人民共和国进行正式访问，并共同发表了《中华人民共和国和所罗门群岛关于建立新时代相互尊重、共同发展的全面战略伙伴关系的联合声明》。7月11日，所罗门群岛驻华使馆开馆。

### 签证互免
2024年11月7日，双方签署《中华人民共和国政府和所罗门群岛政府关于互免持普通护照公民签证的协定》，协议规定单次停留不超过30日，每180日累计停留不超过90日。2024年12月28日起生效。

## 安全合作
2021年11月24日开始，所罗门群岛发生了一系列示威和暴力骚乱，引发国际关注。12月，中国宣布将向所紧急提供一批警用防暴物资，并派遣临时警务顾问组。当月29日，中国政府援助所罗门群岛政府首批警用物资运抵所首都霍尼亚拉。
2022年3月18日，因前一年的骚乱，所罗门群岛与中国讨论签署警务合作备忘录，内容表示所罗门群岛可以在维持秩序、救灾等方面请求中国的援助。3月30日，中国和所罗门群岛草签双边安全合作框架协议，中方表示该协议将在双方维护社会秩序、保护人民生命和财产安全、人道主义援助、自然灾害应对等领域开展合作，致力于帮助所方加强维护本国安全的能力建设。2022年4月中旬，中所两国外长正式签署双边安全合作框架协议。據英国广播公司的報道，由於一份疑似洩漏的协议草案中允許中國人民解放軍在島上部署人員，以保護中國公民和中國在當地的項目，以及允許中國軍艦到群岛進行停泊和補給，引起了发美国、澳大利亚、新西兰等国家的关注 。其中澳大利亞既是所羅門群島的鄰國，又因為現今中澳关系緊張，對此事態發展表示高度關注及持反對態度。所罗门群岛总理索加瓦雷則表示不會允許中國建立軍事基地，中國也指並不與任何人為敵，也不會捲入任何地緣政治衝突。
2022年10月11日，所罗门群岛皇家警察部队宣布派出32名警察前往中国接受培训，這是所羅門群島首次派出警察前往中國培訓。

## 经贸关系
2022年，中华人民共和国与所罗门群岛贸易额为5亿美元，中华人民共和国是所罗门群岛最大贸易伙伴。中华人民共和国对所出口额为2亿美元，同比增长20.1%，所罗门群岛进口商品主要是交通运输工具、机械、食品、燃料、化工品等。所罗门群岛对华出口额为3亿美元，同比下降6%，所罗门群岛出口商品主要是木材、椰干、鱼类、棕榈油及可可。截至2023年，中國是所罗门群岛最大基础设施合作伙伴。
2019年10月9日，中国和所罗门群岛两国政府签署《中华人民共和国政府与所罗门群岛政府关于共同推进丝绸之路经济带和21世纪海上丝绸之路建设的谅解备忘录》。